# 山口十八

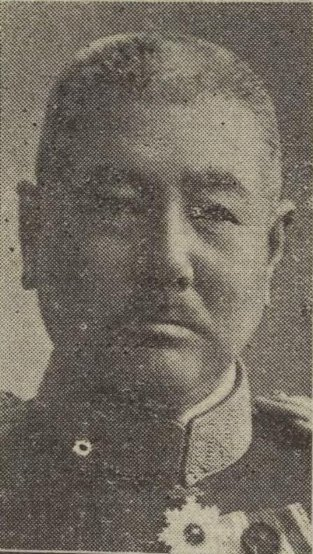
山口十八

山口 十八（やまぐち じゅうはち、1878年（明治11年）10月1日 - 1937年（昭和12年）1月30日）は日本の陸軍軍人。歩兵第11旅団長、近衛第1旅団長を歴任した。最終階級は陸軍少将。陸軍大将をつとめた山口素臣の養嗣子であり子爵。

## 経歴
大賀幾輔の四男として生まれる。1899年（明治32年）11月21日に陸軍士官学校（11期）を卒業し、翌年6月22日、陸軍歩兵少尉に任官。1904年（明治37年）9月17日、養父山口素臣の薨去に伴い子爵を襲爵した。歩兵中尉を経て、1909年（明治42年）、陸軍大学校（21期）を卒業。この時の同期には寺内寿一元帥陸軍大将・植田謙吉陸軍大将がいる。第13師団参謀に発令。
その後、歩兵将校として累進し1920年（大正9年）8月10日、歩兵大佐に進み近衛師団司令部附を命ぜられる。1923年（大正12年）8月6日、歩兵第15連隊長に進み、翌年8月、陸軍少将・歩兵第11旅団長に就任する。1927年（昭和2年）3月5日に陸士・陸大共に同期の森連少将（後に陸軍中将・第1師団長）の後任として近衛歩兵第1旅団長に移る。1929年（昭和4年）7月30日、予備役編入となる。

## 家族
- 実父・大賀幾助（幾介、春哉、大眉、1827-1884）- 毛利藩儒臣[7]。萩の酒造業・大賀家に生まれ、松下村塾に入り、吉田松陰に協力、萩前小畑の泉流山窯の古窯を復興、長州戦争の兵糧用のパンを製造などを手掛け、その後大阪で鎮台出入りの御用商人となった[8]。1869年より軍靴製造業に乗り出し、手代として働いていた藤田伝三郎に製靴業を譲る[9]。母方のいとこに三浦梧楼[10]。
- 養父・山口素臣
- 妻・ヌイ - 養父・素臣の弟・山口宗太郎の次女で児玉源太郎の養女[2]。十八はヌイとの間に三男六女をもうけた。
- 長男・元吉 - 妻は東郷彪（東郷平八郎の長男）の長女・良子。

## 栄典
外国勲章佩用允許
- 1905年（明治38年）6月27日 - 大韓帝国勲四等太極章[11]